# International Women's Boxing Federation

Logo officiel de l'IWBF

L'International Women's Boxing Federation (IWBF) est la plus ancienne fédération internationale de boxe anglaise professionnelle féminine. Fondée en 1992, son siège est situé à Huntington dans l'État de New York. Son président est Frankie Globuschutz.
L'IWBF a décerné son premier titre de championne du monde dans la catégorie super-légers le 14 octobre 1997 après la victoire par arrêt de l'arbitre au 4e round de Kathy Collins aux dépens d'Helga Risoy. Parmi les boxeuses qui ont également remportées cette ceinture, figurent notamment Laila Ali entre 2002 et 2004, Regina Halmich en 2004, Giselle Salandy entre 2006 et 2008 et Natascha Ragosina en 2008.

## Référence
1. ↑  (en) Laila Ali vs. Valerie Mahfood I (boxrec.com)